# Heitor Teixeira Penteado
Heitor Teixeira Penteado (Campinas, 16 de diciembre de 1878 - Campinas, 8 de mayo de 1947) fue un abogado y político brasileño. Fue vicepresidente del estado de São Paulo durante el gobierno de Júlio Prestes y lo sustituyó cuando fue depuesto el 24 de octubre de 1930 durante la Revolución de 1930.
Se destacó por la construcción en 1930 del Gimnasio Ibirapuera, hoy oficialmente llamado Gimnasio Estadual Geraldo José de Almeida. El gimnasio fue construido conlindante a la Asamblea Legislativa de São Paulo.

## Biografía
Hijo de Salvador Leite de Camargo Penteado y Leonor Teixeira Penteado. Estudió la escuela primaria en su ciudad natal. En la capital paulista se matriculó en el Seminario Episcopal para completar sus estudios. En 1896, se matriculó en la Facultad de Derecho de São Paulo y se graduó en 1900. Durante el tercer año, fue elegido presidente del Centro Académico XI de Agosto y director de la revista académica. Tras licenciarse, regresó a Campinas donde comenzó su carrera de abogado. Pronto fue nombrado fiscal de ese distrito, cargo que ocupó de 1901 a 1910. Para entonces, ya estaba metido en política: se afilió al Partido Republicano Paulista, por el que se presentó como concejal de la Camara Municipal de Campinas. Tras ser elegido, en 1911 fue designado para ocupar el cargo de alcalde de Campinas siendo reelegido sucesivamente varias veces hasta 1920.
Pasando de la actividad política municipal a la estadual, se presentó como candidato a diputado en la Cámara de Diputados de São Paulo siendo elegido en 1919. En 1920, dejó su escaño en la Cámara de Diputados para convertirse en Secretario de Agricultura, Caminos y Obras Públicas en el gobierno estadual de Washington Luís, cuando recuperó las finanzas del Ferrocarril de Sorocabana y dirigió la construcción de varias carreteras en el estado. En 1924, dejó la secretaría y fue elegido diputado federal por São Paulo, ejerciendo el cargo hasta 1927. Ese año, fue elegido vicepresidente de São Paulo por Júlio Prestes. Después de que Prestes fuera elegido presidente de Brasil, Penteado asumió la presidencia interina de São Paulo del 21 de mayo al 24 de octubre de 1930, cuando triunfó el movimiento revolucionario Aliança Liberal.
Tras la Revolución de 1930, Penteado abandonó la política y se dedicó a la agricultura. No fue hasta 1936 cuando volvió a la política, reanudando sus actividades públicas en la región de Campinas y siendo elegido concejal. Durante muchos años, Penteado fue presidente de la junta directiva del Partido Republicano y de la Sociedade Anônima Correio Paulistano. También fue director del Banco do Estado de São Paulo desde 1938 hasta abril de 1939.